# Macoma expansa
Macoma expansa är en musselart som beskrevs av Carpenter 1864. Macoma expansa ingår i släktet Macoma och familjen Tellinidae. Inga underarter finns listade i Catalogue of Life.